# Heracleum asperum
Heracleum asperum är en flockblommig växtart som beskrevs av Franz Carl Mertens och Johann Friedrich Wilhelm Koch.
Heracleum asperum ingår i släktet lokor och familjen flockblommiga växter. Inga underarter finns listade i Catalogue of Life.